# Psicodiagnóstico
Psicodiagnóstico es un concepto psiquiátrico referido al diagnóstico de las enfermedades, síndromes o alteraciones mentales.
Este concepto, que partió del ámbito de la psiquiatría, también fue usado en psicología, donde se ha preferido cambiar por el de evaluación psicológica, quedando psicodiagnóstico más restringido al ámbito médico.

## Etimología y significado etimológico
La palabra psicodiagnóstico es un compuesto de tres vocablos griegos: «psikhé», «diá» y «gignosko», cuya traducción sería conocer a fondo el alma o conocer a fondo la mente.

## Origen
El primer uso de esta palabra lo encontramos en el título de un libro de 1921 del psiquiatra suizo Hermann Rorschach: con el título Psychodiagnostik se publicaba su prueba psicodinámica conocida como Test de Rorschach, una monografía sobre interpretación de manchas de tinta.
Las interpretaciones de este término en la tradición médica en la que surgió vinculaban las alteraciones de la mente con estados patológicos o trastornos orgánicos, así los síntomas no alcanzan valor por sí mismos, sino se encuentren  vinculados a una enfermedad, que sería lo que de verdad es objeto de estudio.
Al estar vinculado en sus orígenes al psicoanálisis, el psicodiagnóstico se situó a medio camino entre la ciencia y la opinión (entre la doxa y la episteme). En esta primera etapa predomina la experiencia del investigador y lo cualitativo frente a lo cuantitativo, intentando pronosticar la evolución a partir de la observación y del registro. Todo ello se hace desde la prominencia de los aspectos negativos y las conductas patológicas, descuidando otros aspectos.

## Psicodiagnóstico  clínico del niño
La detección, el diagnóstico y la evaluación son funciones inherentes al ejercicio profesional del psicólogo, actividades que no siempre se están realizando de manera precisa en el campo laboral, muy en particular cuando de niños se trata. Al inicio de dicha evaluación, es la entrevista, sea ésta abierta o cerrada, es la que dará al psicólogo la pauta a seguir en el proceso de evaluación, busca una “investigación más amplia y profunda”. Se lleva a reflexionar sobre lo relevante que es preguntarle al niño acerca de sus vivencias respecto a las situaciones por las cuales él es el objeto y sujeto de la consulta.
El desarrollo emocional del niño es otra área central en lo que concierne al psicodiagnóstico,  sus manifestaciones inadecuadas constituyen en la mayoría de las ocasiones, el motivo de la consulta. Y actualmente, los niños, desde muy pequeños, tienen que enfrentarse a demandas excesivas para las cuales no están preparados, lo que ha propiciado un incremento de problemas cognitivos, conductuales, emocionales y sociales que con frecuencia se asocian a las dificultades que tiene el menor para aprender y ser capaz de adaptarse a las demandas del ambiente, lo que a su vez provoca problemas dentro del núcleo familiar, convirtiéndose así en un círculo vicioso, que no solo afecta al menor sino a la familia y a la sociedad. Si se considera que los niños son el futuro del país, ellos requieren ser estudiados sistemáticamente desde diferentes ámbitos disciplinarios, lo que llevará a comprender de manera holística los problemas de salud que los aquejan y, de este modo, llevar a cabo programas de atención que les permitan desarrollarse sana y armónicamente. Para la atención del menor, dentro del equipo interdisciplinario de salud, el psicólogo juega un importante papel tanto en el diagnóstico como en el tratamiento. Sin embargo, para ofrecer un tratamiento adecuado y oportuno es necesario que este profesional realice evaluaciones diagnósticas mediante el empleo de diversas técnicas psicológicas

## Motivo de consulta
Los motivos por los cuales los padres de familia deciden llevar al niño a una consulta con algún especialista pueden ser muy diversos, sin embargo, siempre son los padres de familia quienes requieren de una evaluación para el niño, ya que para ellos logran identificar o visualizar algunos aspectos, que en muchos de los casos llega a ser conductual o cognitivo a lo cual ellos lo consideran algo “anormal”. Para ello la parte educativa  influye mucho ya que las dificultades de aprendizaje suelen ser múltiples y a ello le atañen este tipo de problema.
En la actualidad, el psicodiagnóstico está siendo constantemente demandado por parte de las instituciones educativas, con la finalidad de evaluar las dificultades en el aprendizaje que presentan los niños.
Las dificultades de aprendizaje se refieren a un grupo diverso de trastornos, manifestándose por dificultades significativas en la adquisición y uso de capacidades para entender, hablar, leer, escribir, razonar. Estos trastornos son específicos al individuo en donde pueden manifestarse problemas en conductas de autorregulación e interacción social, pero estos hechos no constituyen por sí mismo una dificultad de aprendizaje.
Para entender el significado del problema de aprendizaje debemos de descubrir la funcionalidad del síntoma dentro de la estructura familiar y acercarnos a la historia singular del sujeto y el análisis del nivel que operan.
Para recuperar la marcha  de esta problemática debemos requerir un tratamiento psicopedagógico clínico que apunte a desatrapar a la inteligencia y movilizar la circulación patológica del conocimiento a su grupo familiar.
Otras de las razones pertenecientes a este problema es porque el niño es sumamente caprichudo e inquieto a lo cual la madre o padre no pueden controlar, en donde este tipo de casos hay que evaluar si el problema suscita del niño o de los padres.
Cuando la evaluación se solicita porque la madre o el padre toman como síntoma algo que no lo es, hay que pensar cuál es la mejor manera de tratar el problema. Puede ser que en algunas ocasiones lo correcto sea realizar la evaluación para que los padres se den cuenta de que se están angustiando sin razón mientras que en otras serían no llevar a cabo la evaluación y hablar con ellos.
Las perturbaciones en los procesos de aprendizaje constituyen uno de los motivos de consulta privilegiados por el cual, los niños llegan a consulta enviados desde la escuela. Se consideran que estos niños son sujetos que muestran trabas para la adquisición de conocimientos, ya sean generales o electivos,  o por presentar dificultades a la hora de utilizar lo adquirido.
Lo primero que como psicólogo tiene como plantearse al evaluar a un niño, es el objetivo de esta tarea, es decir, para qué y para quiénes se hace, así como qué se pretende con ella. Se realiza una evaluación, para tener un diagnóstico de la situación que se presenta.

## Aspectos generales de las técnicas psicológicas empleadas en la evaluación del niño
El lenguaje representó un problema desde el inicio. Al año y medio de edad la niña solo producía sonidos guturales. A los dos años seguía sin hablar, por lo que buscaron ayuda pediátrica, pero el médico les dijo que el problema era que Angola estaba muy consentida. A los tres años comenzó terapia de lenguaje con una terapeuta particular. Tuvo avances, pero a los ocho meses de iniciado el tratamiento, la terapeuta se fue de México. A los cuatro años llegó a tratamiento a una institución donde se le realizó una valoración (en ésta se diagnosticó el problema de alineación, como la causa del problema de articulación) y comenzó con terapia, sin embargo recientemente (después de ocho meses) se le volvió a cambiar de terapeuta, con esta última ha establecido una mejor relación y, según la madre, comienza a tener avances de nuevo. El padre noestá tan convencido, dice que él sigue sin entenderle nada, y según su opinión, Angola es incapaz de “hilvanar ideas”.
Los padres dicen que no quieren forzar a su hija, que lo que vaya pudiendo hacer ya lo hará, ellos quieren que su hija crezca feliz y sola vaya madurando. La madre agrega que además, Angola “de alguna manera es diferente, su desarrollo no puede ser igual al de todos los niños”, pero no explica más. Angola siempre ha sido una niña saludable, por lo que nunca ha tenido que ser hospitalizada, tampoco ha sufrido accidentes. Los padres la describen como una niña de carácter firme, “cuando dice no es no”, pero siempre obedece con tan solo alzarle la voz. Generalmente después de esto los padres le explican la situación y “ella entiende”. No es destructora ni berrinchuda. El padre relata cómo el problema de lenguaje no le impide acusar a su hermano y demandar lo que quiere. El padre la describe como “malora”: pega, esconde cosas, se burla de su hermano cuando lo regañan.
La madre explica que ella piensa que la imaginación de Angola no es como la de otros niños, ya que cuando ella le cantaba la niña la miraba fijamente, y cuando trataba de jugar, por ejemplo, a que le platicaba a un globo, ésta le decía “no, eres tú”. Actualmente esto se ha modificado y Angola “le sigue el juego”. Le gusta jugar a que vende pan e irse al mandado cargada de mochilas, y a llevar de paseo a su muñeca envuelta. Sale al jardín (la familia vive en un terreno en el que están también la casa de la abuela materna y una tía materna que tiene una hija más pequeña), después de un rato regresa y dice “ya vine”. Le gusta dibujar, según los padres siempre tiene a la mano una hojita y un lápiz.

## Pruebas psicológicas
Las pruebas psicológicas son instrumentos de los que se vale el psicólogo para llevar a cabo sus evaluaciones y sirven para evaluar distintas áreas de problemas en los niños y adolescentes se han difundido ampliamente en nuestro país. Desafortunadamente, su enseñanza no siempre capacita al alumno y al profesional para un adecuado manejo e interpretación, lo que da lugar a informes contradictorios y a diagnósticos erróneos que obstaculizan el tratamiento. El diagnóstico psicológico es una tarea compleja que consiste en explicar la conducta y los procesos mentales dentro de una situación dinámica en la que se concibe al sujeto como un ente total. Aun cuando, de manera aislada y mediante varias técnicas, se exploran los diferentes aspectos que conforman la personalidad, como son el rendimiento intelectual, el desarrollo perceptual, así como el funcionamiento y desarrollo emocional; la tarea del psicodiagnóstico no estará completa hasta que se integren los datos obtenidos de las distintas técnicas de evaluación para comprender globalmente el padecimiento o desajuste por el que la persona asiste a consulta. 
El psicodiagnóstico es esencialmente un proceso de inferencia clínica mediante el cual el psicólogo examina los datos obtenidos con estas técnicas, ordenándolos y organizándolos dentro de un marco de referencia constituido por las actuales teorías del desarrollo, de la inteligencia y la personalidad, lo cual le da sentido. Para ofrecer al lector una idea del tipo de técnicas que se emplean en una evaluación psicológica, en esta obra se incluyen las pruebas que se encuentran a la venta en el mercado y que han demostrado tener pertinencia dentro del ámbito de la clínica y, por ende, son las más utilizadas en el campo de trabajo del psicólogo. En esta obra, se consideró incluir diferentesmétodos clínicos de observación y las pruebas psicológicas psicométricas y proyectivas que más se han usado e investigado en la práctica clínica del psicólogo, entre las cuales se encuentran: 
Observación clínica. Que se refiere básicamente a la respuesta libre del niño ante determinado material o situación; por ejemplo, la observación directa del comportamiento frente a la situación de prueba, en el juego o en situaciones sociales. 
Entrevista.Técnica que permite observar los hechos, las palabras y los productos de la imaginación, por lo que se constituye en un método de observación estable, que se basa en el intercambio de actitudes y palabras entre el niño y el adulto. En este trabajo se incluye la entrevista con niños, la cual es distinta a la que se hace con el adulto. Para realizarla se enfatiza el enfoque psicodinámico y la utilidad de la entrevista abierta en la práctica clínica. 
Pruebas psicométricas. Éstas son instrumentos de medida que se relacionan con teorías de la personalidad de tipo fenomenológico y descriptivo, y poseen características que las hacen estables para su manejo, como la estandarización, entendida como la uniformidad de los reactivos que conforman la prueba, la validez, que es la cualidad del instrumento psicológico a través del cual los estímulos o reactivos que la conforman se relacionan estrechamente con la función o conducta que se pretende evaluar; y la confiabilidad, que se refiere a la consistencia del instrumento, es decir, que no haya gran variabilidad de la respuesta del individuo ante los estímulos de la técnica en el transcurso de un tiempo determinado. Esta última también se relaciona con la calificación que otorgan diversos examinadores a una misma respuesta del individuo ante un estímulo dado. 

Pruebas proyectivas. Técnicas psicológicas que investigan la dinámica de la personalidad de manera global. Se basan en la teoría psicoanalítica, la cual considera los motivos de la conducta como básicamente inconscientes, por lo que a través de estas técnicas se explora la expresión de la “subjetividad” de cada persona y nos permiten comprender cómo el individuo estructura su mundo a partir de sus deseos y motivaciones internas. Como lo menciona Dolto (1971), las reacciones que se generan por una situación conflictiva inconsciente se manifiestan en el comportamiento. Las pruebas proyectivas estructuradas con base en la teoría psicoanalítica, son instrumentos estandarizados (siempre son los mismos estímulos para todos los sujetos), en los que lo latente (inconsciente) lo constituye los datos de la prueba y lo manifiesto (consciente) la conducta del individuo. 
Las pruebas proyectivas pueden considerarse como una situación muestra que permite hacer inferencias acerca de la personalidad (Bellak, 1986). Como pruebas psicométricas, en esta obra, se revisan las Escalas de inteligencia para niños desarrolladas por Wechsler: WPPSI (1967), que se aplica a niños preescolares y la WISC-IV (2007) que se aplica a niños y adolescentes de 6 a 16 años, y que recientemente se adaptó y se estandarizó en México. Para evaluar el área perceptomotora se analiza la Prueba Gestáltica Visomotora de Bender, usando la Escala de maduración desarrollada por Koppitz (1982) para evaluar a niños de 4 a 11 años; y el Método de evaluación de la percepción visual de Frostig DTVP-2 (1993), que se utiliza con niños entre 4 y 10 años 11 meses; además de la Prueba del Dibujo de la Figura Humana, en donde autores como Naglieri y Koppitz (1986) proporcionan criterios cuantitativos para su calificación en niños entre 5 y 12 años. Como pruebas proyectivas, se incluyen las Pruebas del Dibujo de la Familia, (Corman 1970, Gendre 1977 y Kaplan 1984); y las Pruebas de Apercepción Temática desarrolladas por Bellak para Niños: CAT animales (1952), CAT humanos (1960) y CAT suplementario (1965).

## Transferencia y Contratransferencia
Por muy diversas razones en la entrevista con el niño se presenta un juego de transferencias mucho más complicado que el que se da con el adulto. Esto sucede, en primer lugar, como ya se mencionó, porque el pequeño está inmerso dentro de una situación triangular, de la que depende totalmente y, por tanto, en la entrevista con él no solo se expresa su transferencia hacia el entrevistador, sino también aquella de los padres hacia él mismo.
El padre que va al psicólogo o terapeuta tiene muchas fantasías en relación con este profesional, las cuales se manifestarán en la transferencia. La transferencia es un fenómeno regular en cualquier tratamiento, Dolto (1939) dice que en cualquier relación humana existe transferencia. La originalidad del pensamiento psicoanalítico consiste en que permite la observación más objetiva posible del comportamiento de un individuo a través del análisis de la  transferencia, pues postula que cada paciente ve al psicoanalista tal como se lo imagina a través de sus deseos inconscientes.
Lo mismo sucede entonces en cualquier práctica clínica, ya que la transferencia siempre está presente. Freud habla de la transferencia desde el inicio de su práctica, aunque no tiene una teoría sobre el fenómeno. Específicamente, menciona por primera vez el término en el último capítulo de los Estudios sobre la Histeria (Psicoterapia de la histeria, 1895). Lo que dice básicamente en ese escrito es que la transferencia es un fenómeno frecuente e incluso regular en el tratamiento. Toda reivindicación respecto a la persona del médico es una transferencia. Para él, este mecanismo supone, en el pasado, la represión de un deseo y en el presente, en la relación con el médico, el mismo esfuerzo por rechazar ese deseo. El mecanismo de la transferencia es, por tanto, una “falsa conexión”, una “asociación desacertada”.
Con el tratamiento de su célebre paciente “Dora”, Freud establece una teoría de la transferencia, la cual desarrolla más adelante en sus Escritos Técnicos (1912- 1915). Es en el caso de Dora en el que identifica la transferencia positiva de amor y la negativa de odio. En su artículo Las Perspectivas Futuras de la Terapia Psicoanalítica (1910) habla específicamente de la contratransferencia y se refiere a ella como la interferencia inconsciente, indebida, del analista en la cura. Dice: “Nos hemos visto llevados a prestar atención a la contratransferencia, que se instala en el médico, por el influjo que el paciente ejerce sobre su sentir inconsciente y no estamos lejos de exigirle que discierna dentro de sí y la domine”.
En el trabajo con niños, el psicólogo necesariamente revive su propia infancia, la cual está reprimida, esto hace que el trabajo sea más complicado que con los adultos, pues es posible que, sin darse cuenta, el profesional trate de darle al niño lo que no le dieron sus padres a él, o lo que hubiera querido que le dieran. Podría ser también que por diversas razones el psicólogo se convierta en cómplice de los padres y comprometa al niño en un tratamiento que no es necesario, ya sea, por razones contratransferenciales o por necesidades económicas o de prestigio.
Tal vez suceda, en otros casos, que se convierta involuntariamente en juez de los padres, situación que a veces ellos temen y ven confirmada. Es importante que el psicólogo evite jugar este papel, pues no tiene derecho a juzgar a los padres. Éstos reviven también su propia infancia con la de sus hijos, por lo que, aunque no quieran ser como sus progenitores, a veces se descubren actuando exactamente como ellos. Como ejemplo se tiene el caso de una pequeña que es traída a consulta por su madre, quien dice: “nunca me gustó cómo mi madre me trataba de niña, quería que me vistiera exactamente como ella deseaba, que fuera siempre amable y educada, era muy rígida, todo tenía que estar programado; de repente, me descubro haciendo lo mismo con mi hija y esto me asusta”. La niña se había vuelto sumamente rebelde, como ella hubiera querido ser con su madre y nunca se atrevió. En este caso la que necesitaba ayuda no era la niña sino la madre. Aspectos generales de la evaluación del niño. Sin embargo, no se le puede decir a la madre sencillamente “usted es la que necesita el tratamiento”, pues la demanda la verbaliza a través de su hija. Por lo mencionado anteriormente, es necesario que en toda situación clínica y especialmente en el trabajo con el niño, que el psicólogo analice sus motivaciones conscientes e inconscientes frente al examinado.

## Aspectos generales de la entrevista
La entrevista es uno de los pasos más importantes para el psicólogo así como también para otros profesionales.
La entrevista psicológica se clasifica en dos tipos fundamentales: abierta o cerrada:
- En la entrevista cerrada, las preguntas llevan un orden que se determina de antemano, ya que el entrevistador sigue una secuencia que no puede alterarse y debe hacer todas las preguntas que se contemplan en dicho listado.
- La entrevista abierta tiene toda la flexibilidad y puede hacer las preguntas que se deriven de la interacción única. Puede hacer pocas preguntas o ninguna y dejar que el sujeto se exprese con toda la libertad posible.
- La entrevista semiabierta es la que investiga determinadas áreas de la personalidad con cierta flexibilidad, sin tener que seguir un orden determinado o hacer las mismas preguntas a todos los sujetos dependiendo sea el caso del sujeto.

## Aspectos Generales de la Evaluación del Niño
Los motivos a consultar con un especialista de la salud mental son múltiples y variados,  teniendo en cuenta síntomas “anormales” que recalque que el pequeño tiene problemas.
Al trabajar con menores sabemos que no son ellos los que solicitan la consulta  si no otros que requieren que se les evalué y se les trate.
La Psicología clínica se ocupa del individuo y sus problemas con el objetivo de comprenderlo, por ejemplo la principal herramienta de los psicólogos es la entrevista hacia el individuo ya que mediante ella se rescatan la información sobre la persona y le permite al entrevistador indagar sobre los aspectos que le aquejan a la persona. A través de este método es posible obtener una historia de padecimiento, permitiendo en ocasiones ayudar con señalamientos para reflexionar sobre su problemática.
Es importante realizar una historia de padecimiento ya que de ella obtenemos información de suma importancia, por ejemplo desde ¿Cuándo comenzó el problema?, ¿Qué lo atribuye?, permitiéndole a la persona atribuir datos que no tenía en cuenta y dándole un sentido para relacionarlos.
La persona siempre debe de asistir con algún  clínico profesional ya que interés que pueda tener el clínico no es el mismo que el de algún conocido o compañero, sin embargo desde la primera entreviste debe acatarse a ciertas normas sobre las sesiones o del tratamiento, ya que cualquier estudio, o aplicación de pruebas psicológicas debe tener un motivo y un objetivo por ello es importante prestar atención a todos los señalamiento que el paciente muestra , ya sean verbales o no, como se presenta el sujeto, tono de voz o apariencia general.  Un procedimiento viable para algunos clínicos es el tomar notas dentro de las sesiones sin descuidar su atención del paciente para después armar, estudiar y planear estrategias para alcanzar los objetivos que se persiguen y cubrir las necesidades de las instituciones o de las personas.
Es muy importante adecuar las entrevistas ya que no son los mismos tipos de pacientes, edad de los sujetos y tratamientos.
Sin embargo recalcamos que para poder hacer una interpretación adecuada se necesita conocer el manejo e interpretación de los instrumentos que se utilizan, las teorías y principios en los que se basa.

Una vez obtenidos los resultados es necesario comunicarlo a los padres del paciente lo más pronto posible ya que puede tratarse de situaciones que se deben intervenir lo más pronto posible.

## Entrevista con el niño.
No  hay nada más fácil que entrevistarse con un niño, podría pensarse que solo que con solo tener intuición, sentimientos y empátía, bastaría para establecer relación con él, sin embargo la experiencia demuestra que aparte de las cualidades personales que evidentemente intervienen la situación de  entrevista moviliza en el niño y en el entrevistador todo un conjunto.
Existen varias teorías  acerca del desarrollo del niño de sus distintos modos de expresión (lenguaje, juego., dibujo) pero hay relativamente pocos trabajos sobre la manera en que, los usa en su relación con los demás, lo que pone de manifiesto la dispersión y falta de método de los distintos modos de abordar al niño. Lo anterior nos lleva hacer una  serie de observaciones que hay que tomar en cuenta cuando se trata de la entrevista con los niños. En estos casos se toman acuerdos y se establecen condiciones únicamente con ellos. Cuando se trata de niños la situación de es diferente por completo, pues el niño no es autosuficiente, ni económica ni física ni emocionalmente. En este caso no solo se entrevista a él sino que es necesario entrevistar a los padres también porque son ellos los que se responsabilizan de la situación de hecho el pequeño ni siquiera  puede llegar al lugar de la entrevista. La entrevista con el menor se toma más difícil cuando se trata de niños más pequeños por su lenguaje y capacidad para formar conceptos y  verbal izarlos es limitada: en ese caso el jugar con ellos se convierte en la herramienta más idónea. Al hacer la entrevista deben tomarse en cuenta algunos aspectos en relación con la estructura subjetiva. Dentro de esta dinámica triangular existen  cosos y conflictos que los padres a veces no mencionan y que, sin embargo, el niño percibe de alguna manera, le angustian y dan lugar a síntomas. Esta dinámica se expresara en la entrevista clínica, aunque no necesariamente acuda el padre de familia la madre o el menor. La ausencia de alguno de ellos puede ser un elemento importante. En las primeras entrevistas es útil averiguar con quien duerme el niño, porque en muchas ocasiones los niños llevados a consulta están participando de los conflictos textuales de los padres: cuando duermen en la misma cama, con ellos es posible que la madre lo utilice como pretexto para evitar las relaciones con su esposo. Otras veces se propicia en el niño una actividad sexual precoz, y en ocasiones hasta perversa.
Otro aspecto que hay que observar en la entrevista con los niños es si su comportamiento es diferente cuando están con los padres que cuando no lo están. La dinámica familiar se expresa a partir de como la madre o la persona que lleva al niño a consulta, hace cita por teléfono.es conveniente observar en la entrevista a los niños de como de cómo se relaciona con la madre y el padre y como se relacionan entre sí, cuál de ellos es el que habla o a quien se da el mayor crédito.es relevante también cuando se trata a la familia completa, observar cómo se sientes sus diferentes miembros.

## Uso de otras técnicas de la entrevista
Es muy común que en los niños el psicólogo recurra al historial médico del niño, que aunque nos da una vista nosológica, que consiste en analizar lo síntomas que presenta el niño y ubicarlos dentro de o de síndromes claramente especificados en las clasificaciones psiquiátricas (Manual Diagnóstico y Estadístico de los Trastornos Mentales DSM-IV-R). Es más comúnmente cuando se requiere dar un tratamiento médico con el uso de psicofármacos o bien con el fin de recabar datos para la investigación y es necesario el manejo preciso de entidades nosológico para sistematizar los datos.
El diagnóstico persigue determinar un tipo específico de perturbación el cual deberá ser tratado en al adolescente o niño según el caso (trastornos mentales orgánicos, trastornos afectivos, trastornos por ansiedad, trastornos del desarrollo, etcétera). Sin embargo no todos los casos son posible debido a las particularidades por lo tanto casi nunca se encuentran entidades  nosológicas absolutas  como se describen en los manuales, las personas pueden presentar diferentes cuadros con distintos grados de psicopatía. Aunque pudiesen ubicar los síntomas en un determinado padecimientos no nos podemos olvidar de la psicodinamia en cada caso.
Podemos contar con una herramienta conocida como “checklist”   que son listas de verificación acerca de algunos aspectos del comportamiento que ayuda a sistematizar la información por ejemplo:
·        La elaborada por Nussbaum y Nancy (1990) para el diagnóstico de niños con déficit de atención; los maestros la contestan y se relacionan con conductas Aspectos generales de la evaluación del niño.
·        Se puede mencionar la de Dean (1986) para la evaluación de estrés postraumático. En las cuales se pide el apoyo de padres, maestras, compañeros con el fin de identificar conductas en relación con limpieza, alimentación…
·        Las Escalas de Evaluación del TDAH de Conners para padres, maestros y niños (Conners, 1997) y la Lista de Verificación de la Conducta Problemática Revisada (Quay y Peterson, 1987).   
·        En México, en la Universidad Autónoma de Yucatán, el Dr. Pedro Sánchez Escobedo y colaboradores desarrollaron en 1994 un instrumento computarizado que denominaron Sistema para la Detección y Referencia de los Problemas de niños de Primaria (DRPP) que toca los 25 factores de mayor incidencia o con asociación a los problemas más comunes entre niños de primaria. Esta lista permite a los docentes, directivos, psicólogos conformar hasta 20 hipótesis diagnósticas.   
Es necesario tener en claro que cada una de las listas de verificación y las tantas más que están dentro de las gamma de checklist tiene una finalidad en específico que es diagnosticar tempranamente y una canalización oportuna. Varios autores han respaldado la idea de que dichas técnicas deben ser usadas junto con otras técnicas para una mejor comprensión.
Hay diversas perspectivas dentro de la psicología clínica (teóricamente hablando) que proporcionan una guía útil para entrevistar a padres, familiares, cuidadores, maestros y por su puesto al mismo niño o adolescente.
La perspectiva del desarrollo busca obtener factores genéticos y la interacción del ambiente sobre los factores biológicos. Y la entrevista se enfoca en la obtención de información sobre la habilidad perceptual del niño.
La perspectiva del desarrollo normativa se enfoca en evaluar y comparar o evaluar si la conducta del niño es acorde o similar a la de otros con su misma edad y género. Se busca obtener información sobre si el niño tiene consciencia y comprende sus experiencias sensoriales.
Dependiendo de la orientación y del problema a tratar la entrevista adoptar diferentes modalidades que completen la información y los síntomas que presente el menor.

## Entrevista con el niño en casos especiales
Queda claro que en cualquier entrevista con niños se tiene que ser flexible y amigable con el generar un ambiente de confianza para con el niño, pero también sistemático, esto es más evidente cuando se trata de casos especiales, como, por ejemplo, de pequeños con lesiones orgánicas o con un trastorno específico, como puede ser del lenguaje.
Para poder generar una entrevista exitosa con el niño mencionamos algunos puntos que pueden ser útil recordar y tal vez aplicar al momento de comenzar la entrevista.
Recuerda que el niño no es autosuficiente y si pasa por un trauma es recomendable entrevistas al niño como a los padres. 
El pequeño no puede llegar solo a la entrevista.
Las sesiones para los niños son más cortas que las de los adultos.
Recuerda que si la edad del menor es entre 1 y 5 años se recomienda utilizar dibujos y recurrir al juego.
Te recomendamos no seguir patrones establecidos en la entrevista.
Identificar si su comportamiento es diferente cuando se encuentran sus padres y cuando no están.
Observar cómo se relaciona con la madre y el padre.
Expresarse de tal manera que el niño te entienda colocarte a la altura del niño hablar con sus mismas palabras.
Buscar estímulos y observar todas sus conductas.
Algunos casos especiales que se pueden considerar son:
Casos de abuso sexual, maltrato y situaciones traumáticas, como el duelo que se establece por pérdidas estos casos especiales es necesario tomar en cuenta la edad de desarrollo del niño y evaluar a qué nivel corresponden las conductas y habilidades adquiridas, el menor requiere de elaboración, la cual no se consigue sin hablar del suceso, esto puede lograrse a través del juego, los dibujos y otras técnicas que ya se han mencionado.
Las reacciones  emocionales más frecuentes de los niños frente a una pérdida o cualquier otra situación traumática son: ansiedad, dificultades en el sueño, tristeza, enojo y tendencia al culpa, auto reproches, problemas escolares y quejas somáticas. En estos casos es esencial entrevistar a los padres y, en ocasiones, informarles sobre la naturaleza de estas reacciones y cómo ellos, por querer evitar un dolor al niño, le impiden que elabore la situación.
En los casos en los que el niño ha pasado por una situación traumática como un desastre o abuso sexual, es importante hacer una evaluación completa del este y la familia, así como un diagnóstico diferencial, pues puede tratarse de un cuadro de estrés postraumático o una disociación de la personalidad. El juego y la discusión dirigida, así como una aproximación directa y abierta, son importantes para que el niño sea capaz de elaborar e integrar los eventos traumáticos.
Una técnica útil en la evaluación de situaciones especiales es contar cuentos, ya que se le puede pedir al niño que cuente una historia sobre algo que directa o indirectamente tenga que ver con la situación traumática. En estas situaciones donde a veces el pequeño desea hablar sobre algo, pero le es sumamente doloroso, los dibujos son especialmente útiles.

## Evaluación intelectual
A lo largo del tiempo, donde los cambios tecnológicos están a la orden del día y mejorando continuamente, se requiere que las personas estén cada vez más capacitadas en el área que desean desarrollar para así lograr un mejor aprovechamiento de sus habilidades.
Es por esto que, en la práctica profesional, cuando se realiza una evaluación psicológica a un niño, es necesario tener los conocimientos necesarios para dicha acción además   conocer cuál es su rendimiento intelectual y cómo lo utiliza en su desempeño escolar. Para medir el área intelectual se pueden emplear diversas pruebas, como lo son:
Baneta evalúa atención, procesamiento fonológico, repetición, comprensión gramatical, lectura, dictado, aritmética, percepción, memoria.
Token test evalúa la comprensión verbal
Raven evalúa el factor G de la inteligencia
Matrices mide razonamiento inductivo basada en estímulos no verbales
Wechsler para niños la cual mide la habilidad para relacionar ideas, el manejo de abstracciones numéricas, manejo de conceptos, memoria auditiva y de atención, manejo de símbolos, secuencia de elementos, dibujos geométricos, coordinación viso-motora, resolución de problemas.
Con las pruebas de inteligencia es posible evaluar diferentes habilidades, lo que en un momento dado permite no solo conocer el rendimiento intelectual general del individuo, sino también el desarrollo de sus diferentes funciones cognoscitivas o pruebas psicométricas las cuales medirán con una calificación los factores que integran la inteligencia comprensión y razonamiento del niño
Entre las poblaciones estudiadas se encuentran las que presentan deficiencias en la atención, dificultades para el aprendizaje, rendimiento insuficiente en la lectura, etcétera.

¿QUÉ ES UNA PRUEBA PSICOLÓGICA?
Las pruebas psicológicas son instrumentos de los que se vale el psicólogo para llevar a cabo sus evaluaciones.
Para hacer un uso adecuado de ellas es necesario conocer los fundamentos teóricos que las sustentan, para poder realizar un diagnóstico correcto de lo que el niño muestre en todas las pruebas además de  poseer una capacitación adecuada sobre el manejo de las mismas.

## Separación de la evaluación psicológica
El concepto psicodiagnóstico ha quedado para la práctica médica, pero ya alejado de la evaluación psicológica.

## Desarrollo emocional del niño
El objetivo final de toda evaluación psicológica,es comprender al niño como una persona integrada. Esto es, tomar en cuenta tanto las características propias de su individualidad, como aquellas que son dadas por la etapa del desarrollo por la que atraviesa y por el ambiente específico en el que se desenvuelve.
Es conveniente referirse al desarrollo del niño tomando en cuenta los diferentes factores que intervienen en él. Los factores constitucionales están formados por la herencia, tanto de aspectos orgánicos (color de la piel, estatura, etcétera) como psicológicos (inteligencia, memoria y capacidad de aprendizaje). Se heredan también comportamientos de muchos de los contenidos inconscientes que se dieron en generaciones anteriores y que se actualizan en el sujeto. Los factores del desarrollo son aquellas conductas contenidas en la herencia, pero que requieren de determinado tiempo para su maduración (caminar, control de esfínteres, hablar). El retraso en el desarrollo de estas conductas determina patología en ese sentido. Hadfield (1973) señala que el desarrollo psicológico es una serie de cambios constitucionales y aprendidos que conforman la personalidad.
Para entender este proceso, será necesario conceptuar el término de madurez, que específicamente, se refiere al desarrollo que ha alcanzado una determinada función para afrontar una nueva experiencia. La maduración del sistema nervioso central (SNC) permite entonces la posibilidad de aprender determinadas conductas.
El ritmo de desarrollo de cada individuo es distinto y dependerá del crecimiento y del funcionamiento del sistema nervioso que está estrechamente vinculado a factores genéticos, de nutrición y ambientales, de cualquier modo existen pautas normativas del desarrollo. Para que el individuo logre adquirir diversas habilidades se necesita que el SNC se encuentre con la madurez necesaria para aprender conductas específicas para cada etapa del desarrollo. Los factores situacionales o ambientales son todas las circunstancias que ocurren alrededor del niño y que influyen sobre su herencia o sobre su maduración de manera determinante.
Cuando el SNC se halla en determinado nivel de maduración se manifiestan nuevas funciones, ejercicios o experiencias que pueden originar grandes cambios en el desarrollo del niño, siempre y cuando en ese momento se proporcione la estimulación adecuada. De este modo, el ambiente también juega un papel muy importante en la maduración del niño, tanto así, que de hecho, organismo y ambiente pueden considerarse una dualidad inseparable. Al nacer, el niño está provisto de una serie de potencialidades que, dependiendo
de la maduración del SNC y de la estimulación que ofrezca el ambiente podrán desarrollarse o no. Cuando el menor ha alcanzado las capacidades necesarias para desempeñar determinada actividad, se dice que tiene la madurez necesaria para realizarla adecuadamente. El ambiente favorece el aprendizaje y ayuda a determinar cuáles de las potencialidades genéticamente determinadas se desarrollarán y cuáles quedarán en estado latente.
Diversos autores se han dedicado a escribir sobre el desarrollo emocional. En una época fueron básicamente los psicoanalistas quienes se ocuparon principalmente de este tema (Erikson, 1950; Dolto, 1991; Klein, 1945; Winnicott, 1991;, Mahler, Pine y Bergman,1987) En la actualidad, autores que principalmente se habían ocupado de este tema, como Sroufe (1995), dan también importancia al desarrollo emocional del niño y a su relación con el desarrollo cognoscitivo.

### Perspectiva psicoanalítica del desarrollo emocional del niño
Dentro de este enfoque la mayoría de los autores conciben la formación de la personalidad como el producto de la convergencia de tres aspectos que actúan de manera global: factores constitucionales, los propios del desarrollo y factores situacionales o ambientales. Sin embargo, para ello es primordial tomar en cuenta el aspecto subjetivo e individual del desarrollo.
Freud, en Tres ensayos de una teoría sexual, expone los fundamentos retomados por otros autores, considerando que un concepto básico es el de la pulsión. En su primer modelo del aparato psíquico distinguió tres procesos mentales que denominó inconsciente, preconsciente y consciente (Freud, 1900; Manoni, 1997). Consciente es aquello a lo cual se enfoca nuestra consciencia en un momento dado, preconsciente es aquello que es posible evocar fácilmente, inconsciente es lo reprimido. 
Es a propósito del fenómeno del sueño que Freud postula su primera tópica, a la que además de los procesos mencionados añade dos estructuras: yo y ello. El ello, fuente de pulsiones y de energía libidinal, mientras que el yo incluye aquellas funciones que tienen que ver con la relación con el medio social. Dolto (1991) lo describe como el centro de satisfacciones e insatisfacciones conscientes, núcleo limitado coherente y lúcido de la personalidad. A través de él, el ello entra en contacto con el mundo exterior. Freud pensaba que tanto el yo como el superyó, el cual introduce más adelante en la segunda tópica en El yo y el Ello (Freud, 1923), se diferencian a partir del ello que es la estructura original, que existe desde que el niño nace. Es por eso que Freud dice que el yo en un principio es básicamente corporal.
El superyó, el cual se constituye posteriormente, comprende los preceptos morales de nuestra mente, así como nuestras aspiraciones e ideales. Es decir, incluye la consciencia moral y el ideal del yo. El superyó es una especie de guía formado por la integración de experiencias, permitidas y prohibidas, tal y como fueron vividas en los primeros años. Sede de una fuerza inhibidora que también actúa ciegamente, el superyó es incapaz de evolucionar de manera evidente, por sí mismo, después de la resolución del complejo de Edipo, más o menos a los siete años, aun si las circunstancias de la vida modifican totalmente las exigencias del mundo exterior. Es importante señalar que lo que moviliza al aparato psíquico es la pulsión, que solamente se aquieta con la muerte.
Uno de los conceptos básicos de Freud para explicar el desarrollo infantil es el de la sexualidad (1905), la cual no había sido reconocida hasta entonces con claridad como existente en la infancia. La sexualidad infantil postulada por este autor no se refiere a la sexualidad genital sino al vínculo de la energía pulsional libidinal con los objetos y personas que rodean al niño, así como con él mismo. Freud, como dice Dolto (1991), utiliza el término sexualidad en sentido amplio, entendiéndolo como el comportamiento del individuo en relación con los objetos de su amor.
Desde la perspectiva psicoanalítica, entonces, el desarrollo emocional está ligado al desarrollo de las pulsiones. No es Freud quien especifica de modo detallado las diversas fases del desarrollo de la sexualidad en el niño, sino los autores que posteriormente retoman esta perspectiva como Abraham (1924) y aquellos otros que ya se mencionaron.
Para Freud, la sexualidad está ligada a la búsqueda de placer por lo que ésta se presenta muy temprano en el niño. Para dar un nombre a las etapas del desarrollo individual este autor escogió el que evoca la parte del cuerpo en el que se centra el hedonismo del momento. La búsqueda de placer en el niño es muy semejante a aquella en el adulto, solamente que en el menor se centra parcialmente en las diversas partes del cuerpo.
Las etapas que Freud considera son los tres estadios llamados pregenitales: oral, anal y fálico, así como la fase de latencia, la pubertad y el estadio genital.
Etapa oral
En esta etapa, que es la fase de organización libidinal en la que la boca predomina como zona erógena debido a la función de la nutrición, el primer objeto con el que el bebé tiene relación es el seno materno (biberón, chupón, etcétera); de este modo, la madre es el primer contacto afectivo y de conocimiento del mundo exterior. La necesidad fisiológica de succionar aparece desde las primeras horas de vida. Pero una vez saciado el apetito, el bebé continúa durante el sueño realizando movimientos de succión. Las condiciones afectiva con las que la madre le proporciona la alimentación, pero también el confort y bienestar (alimento emocional); conducen a que el niño logre una diferenciación entre el yo y el no yo (entre la madre y él) y una manera de aprehender el mundo externo al final de esta etapa.
De ahí la importancia de la relación madre-hijo en esta primera etapa, el bebé experimenta sensaciones de placer o displacer que transforman la relación con el modelo (madre). En esta reciprocidad madre-hijo, los objetos adquieren un significado. La madre es quien brinda los estímulos vitales para el desarrollo de las funciones psicológicas. Cuando las necesidades que tiene el niño no se satisfacen de modo adecuado, se le puede provocar inseguridad, angustia, e inclusive, un conflicto. Dentro de esta etapa se distinguen dos fases: la oral-receptiva, que va desde el nacimiento hasta la etapa en la que el niño puede asir diferentes objetos; y la fase oral activo-incorporativa, la cual se caracteriza por los intentos de dominar mediante la incorporación.
Algunas de las manifestaciones de la conducta que corresponden a la etapa oral son: la insaciabilidad y la voracidad, así como presentar repulsión hacia ciertos alimentos. Es posible observar que el niño se muestra exigente y egoísta en sus relaciones objetales. Como el centro del placer es la boca, los impulsos agresivos se manifiestan a través de morder, escupir, etcétera. Se sabe muy poco del pensamiento en esta época, pero es probable que se elabore de manera onírica, seudoalucinatoria.
Etapa anal
El niño de l a 3 años atraviesa por la etapa anal, en donde la mayoría de los intercambios con el adulto son a propósito del alimento y del aprendizaje de la limpieza y control de esfínteres. Como lo menciona Dolto, por la conquista de la disciplina de los esfínteres es que el niño descubre también la noción de su poder y de su propiedad privada, implica un poder afectivo sobre la madre, a quien puede satisfacer o no en sus demandas.
Por otro lado, el niño alcanza un desarrollo neuromuscular muy satisfactorio en este periodo de la vida, lo que le da la posibilidad de moverse e imitar al adulto no solamente en sus palabras, sino en todos sus gestos. En esta etapa, el niño es activo, explora el mundo, experimenta placer al fabricar pasteles de arena, chapotear en el agua, meterse en el lodo, golpear y arrojar objetos.
En este periodo es crucial el desarrollo del lenguaje en el niño. Éste se va construyendo gracias a los intercambios lingüísticos tejidos día tras día. El lenguaje permite al pequeño situarse en el tiempo y diferenciarse del otro; es capaz de diferenciarse de su madre y adquirir su individualidad.
El pequeño necesita traducir su experiencia en lenguaje a fin de apropiársela, pues todo aquello que no adquiera sentido permanecerá inaccesible y no podrá elaborarlo. Mientras el niño no sea lo bastante mayor para mantener un diálogo interno, el papel del entorno resulta esencial, ya que solamente así es posible que el menor le dé sentido a sus experiencias. Si éste no sabe que otro puede sentir lo que él siente, o si en respuesta a sus palabras recibe silencio por parte de los otros, se sentirá aislado.
El papel de la educación, el cual se instala de manera más específica en esta etapa, es habituarlo a una disciplina social. En la práctica, cuando el niño desobedece, se le regaña (a sus ojos se le priva de amor), se le llega a pegar y por agresivo que él sea, por fuertes que sean sus rebeliones, cede, porque necesita del adulto y siempre es más débil que él. Se establece así un modo de relación de ambivalencia afectiva con el adulto a quien ama e imita y a quien trata de controlar a la vez. Se asocian a la madre emociones contradictorias, lo que es el primer descubrimiento de una situación ambivalente. La etapa anal puede ser el primer hallazgo del placer autoerótico masoquista. El aseo que sigue a la excreción es proporcionado por la madre. Si ella está contenta con el bebé, el aseo será agradable, si se enoja o le disgusta demasiado la falta de control del niño, lo regañará y éste llorará.
Las pulsiones agresivas espontáneas y las reacciones agresivas contra todo lo que se le opone, deben diferirse, desplazarse, por sustitutos simbólicos que recuerden al adulto, como puede ser una muñeca o un animal. Ésta es la etapa en la que aparece en el niño el “no” como una forma de afirmarse y separarse de la madre. El pequeño es capaz de imitar al adulto en palabras y gestos. El niño es activo, gritón, brutal y agresivo con los objetos, los destruye. Es agresivo con el adulto porque lo ama y es así que se consolida la ambivalencia. Pero el menor tiene que desplazar sus impulsos agresivos hacia los objetos. El hecho de dirigir sus afectos (destinados al adulto) hacia otros objetos, da a éstos una realidad subjetiva que el niño tomará por realidad objetiva de la que todavía no tiene noción, ni el sentido de las relaciones y la causalidad. En la etapa anal, el pensamiento se caracteriza por mecanismos de identificación y proyección que se efectúan siempre en la dualidad de la ambivalencia de las relaciones objetales. Es la época de las fobias que traducen la angustia ante un objeto investido por el propio pequeño con un poder mágico. La manera en que se implante la disciplina marcará un estilo de relación con los objetos de amor en etapas posteriores. La neurosis del adulto que tiene sus raíces en esta etapa del desarrollo es la del obsesivo, cuyas características másotorias son una marcada ambivalencia en las relaciones interpersonales, por la necesidad de ser amado y la hostilidad hacia aquellos cuyo amor busca. Las conductas que se asocian a esta etapa son las que tienen que ver con el orden y la limpieza, así como el deseo de coleccionar y atesorar objetos. Por la ambivalencia característica de esta etapa, tal vez se presente indecisión. Los impulsos agresivos se manifiestan a través de conductas sádicas como destruir y golpear lo que está a su alcance.
Etapa fálica
Esta etapa se presenta alrededor del tercer año de vida y se caracteriza por la fijación de la libido en los órganos genitales. En ella, por lo general se observa la masturbación infantil secundaria, se incrementa la curiosidad sexual; el niño quiere saber de dónde vienen los bebés y conocer el significado del carácter secreto que tienen las relaciones entre los padres. Este interés, muchas veces se despierta a partir del nacimiento de un hermanito y aunque los adultos eludan el tema, el pequeño pronto asocia el vientre abultado de la madre antes del nacimiento del bebé. Es la edad de los “¿Por qué?” y como parte de la curiosidad del niño también descubre las diferencias sexuales; los niños no son como las niñas, ellos tienen “algo” que ellas no poseen. Ésta es la idea de Freud que ha sido más criticada y refutada y que le impidió entender la feminidad. De acuerdo con su teoría, en esta edad es frecuente que aparezcan juegos sexuales junto con fantasías de perder lo que tienen (temor a la castración); mientras que la niña imagina que su clítoris puede crecer.
En esta fase aparece el conflicto edípico, y debido a la preferencia por el progenitor del sexo opuesto, el del mismo sexo se convierte en rival por el amor del otro progenitor. Las vicisitudes y la manera como se resuelve el triángulo edípico son distintas en el niño que en la niña, y esto es crucial para el logro de una identificación psicosexual adecuada.
Como lo menciona Josselyn (1979), existen muchas situaciones que impiden una solución tranquila del conflicto edípico, que van desde los problemas inherentes a esta etapa tal como se da, hasta las características de cada niño y la actitud de los padres.
El conflicto edípico se presenta normalmente entre el tercer y sexto año de la vida. Finalmente, cuando el niño logra liberar el conflicto, su libido puede desviarse hacia otras actividades. Al ingresar en el periodo de latencia, sus impulsos se canalizan progresivamente hacia actividades competitivas y, de este modo, pasa de temas sobre sí mismo y el sexo, hacia el aprendizaje en general. Las conductas que corresponden a esta etapa tienen relación con querer o no llamar la atención. Así, algunos se mostrarán exhibicionistas a través de hacer chistes o manifestar en forma estruendosa sus emociones, en tanto que en otros la conducta puede ser retraída y tímida. Los impulsos agresivos se manifiestan por medio del dominio y la arrogancia.
Etapa de latencia
En esta etapa el superyó se encuentra lo suficientemente desarrollado, de manera que el niño ha internalizado las normas para interactuar con la sociedad y, en cierto modo, posee una estructura de personalidad que no variará sensiblemente en etapas posteriores. Un niño que halla seguridad en esta relación continuada con los padres y que ha logrado una solución satisfactoria de sus conflictos emocionales en las etapas anteriores, está gradualmente en condiciones de incorporarse a un grupo. Los resultados que logra en la escuela están de acuerdo con sus dotes básicas y habilidades adquiridas. Está en condición de aceptar exigencias razonables por parte de los adultos con quienes tiene contacto, y de aceptar las restricciones establecidas por la sociedad sobre sus impulsos. Si el niño no ha resuelto satisfactoriamente los conflictos de las etapas previas es posible que se exhiban síntomas conductuales que se manifiestan en desajustes que inquietan a los padres y maestros.